# Труханов остров
Труха́нов о́стров (укр. Труханів острів) — остров на Днепре, расположенный напротив исторического центра города Киева между главным руслом и рукавом Днепра Десёнкой.

## География
Площадь Труханова острова составляет около 450 га, он соединён с правым берегом Днепра пешеходным мостом. Труханов остров окружают Днепр, его рукав Черторой и Долобский пролив (Долбичка). Южную оконечность острова разделяют днепровские заливы Старик (ныне Матвеевский залив) и Старуха.

## История
Считается, что название Труханова острова происходит от имени половецкого хана Тугорхана, так как в конце XI века на нём находилась резиденция его дочери — жены киевского князя Святополка Изяславича. В древних документах упоминается также как Труханов, Туханов, Тухонов остров. Во времена Киевской Руси на Трухановом острове существовало также поселение Ольжиши, принадлежащее княгине Ольге. В 1534 году остров перешёл во владение Пустынно-Никольского монастыря, в 1698 году был возвращён городу.
В середине XIX века на нём появились первые постройки, когда городская управа выделила здесь около 1 га земли для строительства паровой мельницы. В 1880-х годах возникли рабочие селения в связи с созданием на острове 1-го и 2-го объединения Днепровского пароходства. Здесь расположились судоверфи, яхт-клуб, парк «Эрмитаж», в 1895 году появился телефон — связь провели на дачу пароходного магната Марголина. В 1907 году городская дума разрешила заселять остров. К тому времени на нём обитали 130 самосёлов, работавших на судоверфи. Довольно быстро на Трухановом обустроили центральную базарную площадь (Запорожскую), проложили улицы с географическими названиями: Днепровская, Конотопская, Полтавская. В 1909 году за деньги Марголина выстроили школу-училище, а в 1910 году освятили каменную церковь Святой Елизаветы — в честь Елизаветы Треповой, киевской генерал-губернаторши, помогавшей строительству.
Известный ныне пляж на Трухановом острове был впервые открыт в 1918 году в годы первой немецкой оккупации.
После разрушения поселения во время Великой Отечественной войны (дома были сожжены немцами 27 сентября 1943 года во время их отступления) Труханов остров перестроили в место отдыха.
До перекрытия Днепра плотиной Киевской ГЭС Труханов остров во время весенних половодий полностью затапливался.

## Остров сегодня
Сегодня на нём расположены крупные пляжи (в том числе Центральный, Довбычка), Черторой, водные станции, спортивные сооружения, рестораны, дома отдыха и много зелёных насаждений. В северной части острова расположен Парк «Муромец» (ранее — «Дружбы народов») и заповедник Бобровня.

## Галерея
- Памятник местным жителям, погибшим в войне 1941-45 гг.
- Труханов остров осенью
- Труханов остров зимой
- Пляж на Трухановом острове
- Здание дореволюционного яхт-клуба